# Liste des interprètes de Jean Ferrat
Vous pouvez aider à l'améliorer ou bien discuter des problèmes sur sa page de discussion.
- Il ne cite pas suffisamment ses sources. Vous pouvez indiquer les passages à sourcer avec {{référence nécessaire}} ou {{Référence souhaitée}}, et inclure les références utiles en les liant aux notes de bas de page. (Marqué depuis décembre 2018)
- Il doit être recyclé. La réorganisation et la clarification du contenu sont nécessaires. (Marqué depuis décembre 2018)

- Archive Wikiwix
- Bing
- Cairn
- DuckDuckGo
- E. Universalis
- Gallica
- Google
- G. Books
- G. News
- G. Scholar
- Persée
- Qwant
- (zh) Baidu
- (ru) Yandex
- (wd) trouver des œuvres sur Wikidata

Cette page recense par ordre alphabétique, les artistes ayant interprété une chanson écrite et/ou composée par Jean Ferrat et/ou reprise de l'auteur-compositeur-interprète.

## Ils ont chanté Ferrat

### A
| Interprète        | Titre                                                                                                 | Support - Date | Reprise (= R) ou Création originale (= C.O.)      | Par Jean Ferrat support - Date |
| ----------------- | --- | -------------- | ------------------------------------------------- | --- |
| Salvatore Adamo   | Que serais-je sans toi La femme est l'avenir de l'homme                                               |                | R R                                               | album La montagne 1964 album La femme est l'avenir de l'homme 1975                                                                           |
| Denis Albert      | Les artistes                                                                                          |                | C.O. musique Jean Ferrat auteur Georges Coulonges | (pas de version de Jean Ferrat) |
| Isabelle Antena   | Nous dormirons ensemble                                                                               |                | R                                                 | album Ferrat chante Aragon 1971 |
| Maria Apparecida  | La femme est l'avenir de l'homme                                                                      |                | R                                                 | album La femme est l'avenir de l'homme 1975                                                                                                  |
| Michèle Arnaud    | Deux enfants au soleil Mes amours                                                                     |                | R R                                               | album Deux enfants au soleil 1961 album La Fête aux copains 1962                                                                             |
| Jean Arnulf       | La matinée                                                                                            |                | R                                                 | album Ma France 1969 |
| Isabelle Aulnoy   | Que serais-je sans toi                                                                                |                | R                                                 | album La Montagne 1964 |
| Aurélia           | Sur le verbe aimer                                                                                    |                | C.O.                                              | (pas de version de Jean Ferrat) |
| Richard Anthony   | La montagne                                                                                           |                | R                                                 | album La Montagne 1964 |
| Emmanuel Andertal | Aimer à perdre la raison Le châtaignier Restera-t-il un chant d'oiseau On ne voit pas le temps passer |                | R R                                               | album Aimer à perdre la raison 1971 album Je ne suis qu'un cri 1985 album Premières chansons nouvel enregistrement 1976 album Potemkine 1965 |
| Andre Prieto      | C'est beau...Ferrat (album) Volume 1 2011 "C'est beau...Ferrat " (album) volume 2 2011                | 2011           | R                                                 | Album APCBF02/1 et APCBF O1/1 en 2011 |

#### Isabelle Aubret
- Nota : Isabelle Aubret est de tous, la chanteuse qui a le plus interprété Jean Ferrat, par souci de lisibilité, un classement à part est fait.

| Titre                                 | Support - Date      | Reprise (= R) ou Création originale (= C.O.)       | Par Jean Ferrat support - Date                      |
| ------------------------------------- | ------------------- | -------------------------------------------------- | --------------------------------------------------- |
| Deux enfants au soleil                |                     | R                                                  | album Deux enfants au soleil 1961                   |
| Les amants de novembre                |                     | C.O.                                               | (pas de version de Jean Ferrat)                     |
| Derrière la rose noire                |                     | C.O.                                               | (pas de version de Jean Ferrat)                     |
| C'est beau la vie                     |                     | R                                                  | album Nuit et brouillard 1963                       |
| Nous dormirons ensemble               |                     | R                                                  | album Nuit et brouillard 1963                       |
| Les amants de Vérone                  |                     | C.O.                                               | (pas de version de Jean Ferrat)                     |
| On ne voit pas le temps passer        |                     | R                                                  | album Potemkine 1965                                |
| La chanson des pipeaux                | super 45 tours 1965 | C.O.                                               | (pas de version de Jean Ferrat)                     |
| Le bonheur                            |                     |                                                    |                                                     |
| Quand je rentre avec toi              |                     | C.O.                                               | (pas de version de Jean Ferrat)                     |
| C'est toujours la première fois       |                     | R                                                  | album Potemkine 1965                                |
| Un enfant quitte Paris                |                     | R                                                  | album Maria 1966                                    |
| Maria                                 |                     | R                                                  | album Maria 1966                                    |
| Les moulins                           |                     |                                                    |                                                     |
| Le goût de l'été                      |                     | C.O.                                               | (pas de version de Jean Ferrat)                     |
| Elle avait mon âge                    |                     | C.O.                                               | (pas de version de Jean Ferrat)                     |
| Le malheur d'aimer                    |                     | R.                                                 | album Ferrat chante Aragon 1971                     |
| Berceuse                              |                     | R                                                  | album La Montagne 1963                              |
| Les lilas                             |                     | R                                                  | album Camarade 1970                                 |
| Tout ce que j'aime                    |                     | R                                                  | album Camarade 1970                                 |
| Aimer à perdre la raison              |                     | R                                                  | album Aimer à perdre la raison 1971                 |
| Qui                                   |                     |                                                    |                                                     |
| Je te connais déjà                    |                     | C.O.                                               | (pas de version de Jean Ferrat)                     |
| Tu verras, tu seras bien              |                     | R                                                  | album Ferrat 80 1980                                |
| Cosette et Jean Valjean               |                     | C.O. Musique Jean Ferrat Paroles Georges Coulonges | (pas de version de Jean Ferrat)                     |
| Ma France                             |                     | R                                                  | album Ma France 1969                                |
| Les derniers Tziganes                 |                     | R                                                  | album Aimer à perdre la raison 1971                 |
| La femme est l'avenir de l'homme      |                     | R                                                  | album La femme est l'avenir de l'homme (album) 1975 |
| Guérir                                |                     |                                                    |                                                     |
| Le diable au cœur                     |                     | R                                                  | album Les Instants volés 1979                       |
| Si nous mourons                       |                     | R                                                  | album Les Instants volés 1979                       |
| Un jour, un jour                      |                     | R                                                  | album Ferrat chante Aragon 1971                     |
| Que serais-je sans toi                |                     | R                                                  | album La Montagne 1964                              |
| Dans le silence de la ville           |                     | R                                                  | album La femme est l'avenir de l'homme 1975         |
| Heureux celui qui meurt d'aimer       |                     | R                                                  | album Ferrat chante Aragon 1971                     |
| Au bout de mon âge                    |                     | R                                                  | album Ferrat chante Aragon 1971                     |
| J'entends, j'entends                  |                     | R                                                  | album Ferrat chante Aragon 1971                     |
| Mon petit chercheur d'or              |                     | C.O.                                               | (pas de version de Jean Ferrat)                     |
| Un été sauvage                        |                     | C.O.                                               | (pas de version de Jean Ferrat)                     |
| Argentine                             |                     | C.O.                                               | (pas de version de Jean Ferrat)                     |
| Liberté                               |                     |                                                    |                                                     |
| Tu es venu                            |                     |                                                    |                                                     |
| Berceuse à 'tit Louis                 |                     | C.O.                                               | (pas de version de Jean Ferrat)                     |
| Mais j'espère                         |                     | C.O.                                               | (pas de version de Jean Ferrat)                     |
| Amazone                               |                     |                                                    |                                                     |
| Pourtant la vie                       |                     | R                                                  | album Ferrat 95 1995                                |
| La montagne                           |                     | R                                                  | album La Montagne 1964                              |
| C'est si peu dire que je t'aime       |                     | R                                                  | album Ferrat chante Aragon 1971                     |
| Les poètes                            |                     | R                                                  | album Ferrat chante Aragon 1971                     |
| La paix sur terre                     |                     | R                                                  | album Dans la jungle ou dans le zoo 1991            |
| Hourrah !                             |                     | R                                                  | super 45 tours 1964                                 |
| J'aurais seulement voulu              |                     | R                                                  | album Ferrat 80 1980                                |
| Ta chanson                            |                     | R                                                  | album Deux enfants au soleil 1961                   |
| Je ne chante pas pour passer le temps |                     | R                                                  | album Potemkine 1965                                |
| Parle-moi de nous                     |                     | R                                                  | album Dans la jungle ou dans le zoo 1991            |
| Mourir au soleil                      |                     | R                                                  | album À Santiago 1967                               |
| Camarade                              |                     | R                                                  | album Camarade 1970                                 |
| L'embellie                            |                     | R                                                  | album Ferrat 80 1980                                |
| J'ai froid                            |                     | R                                                  | album Ferrat 80 1980                                |
| Excusez-moi                           |                     | R                                                  | album À Santiago 1967                               |
| Ce qu'on est bien mon amour           |                     | R                                                  | album À Santiago 1967                               |

### B - C - D - E - F
| Interprète         | Titre                                          | Date - Support                                                     | Reprise (= R) ou Création originale (= C.O.) | Par Jean Ferrat support -Date                                                     |
| ------------------ | ---------------------------------------------- | ------------------------------------------------------------------ | -------------------------------------------- | --------------------------------------------------------------------------------- |
| Anne-Marie Belline | J'entends, j'entends                           |                                                                    | R                                            | album Ferrat chante Aragon 1971                                                   |
| Yolande Biasini    | C'est toujours la première fois                |                                                                    | R                                            | album Potemkine 1965                                                              |
| Jacqueline Boyer   | Deux enfants au soleil                         |                                                                    | R                                            | album Deux enfants au soleil 1961                                                 |
| Jacques Boyer      | Deux enfants au soleil Mon vieux (1re version) |                                                                    | R C.O.                                       | album Deux enfants au soleil 1961 (pas de version par Jean Ferrat)                |
| Jean-Claude Brialy | Horizontalement                                |                                                                    | R                                            | Nuit et brouillard 1963                                                           |
| Marie-Paule Belle  | Eh ! l’amour Que serais-je sans toi            |                                                                    | R R                                          | super 45 tours 1961 La Montagne 1964                                              |
| Laurette Broussin  | Les lavandes                                   |                                                                    | C.O.                                         | (pas de version de Jean Ferrat)                                                   |
| Didier Barbelivien | Aimer à perdre la raison                       |                                                                    | R                                            | album Aimer à perdre la raison 1971                                               |
| Stéphane Chomont   | Ma môme                                        |                                                                    | R                                            | album Deux enfants au soleil 1961                                                 |
| André Claveau      | Les yeux d'Elsa Laura Laura                    | super 45 tours Les chansons préférées d'André Claveau N°1 1956 (?) | C.O.                                         | Jean Ferrat enregistre Les Yeux d'Elsa en 2002 (pas de version de Jean Ferrat)    |
| Philippe Clay      | Regarde-toi Paname                             |                                                                    | R                                            | album Deux enfants au soleil 1961                                                 |
| Pia Colombo        | Les noctambules                                |                                                                    | R                                            | album La Fête aux copains 1962                                                    |
| Cristina           | L'été sera beau                                |                                                                    |                                              |                                                                                   |
| Nicole Croisille   | Deux enfants au soleil Les belles étrangères   |                                                                    | R R                                          | album Deux enfants au soleil 1961 album Potemkine 1965                            |
| Stan Cuesta        | On ne voit pas le temps passer                 |                                                                    | R                                            | album Potemkine 1965                                                              |
| C. Jérôme          | Ma môme                                        |                                                                    | R                                            | album Deux enfants au soleil 1961                                                 |
| Calise             | J'entends, j'entends                           |                                                                    | R                                            | album Ferrat chante Aragon 1971                                                   |
| Danielle Darrieux  | La chanson d'amour                             |                                                                    | C.O.                                         | (pas de version de Jean Ferrat)                                                   |
| Dominique Dimey    | Paris par cœur                                 |                                                                    | C.O.                                         | (pas de version de Jean Ferrat)                                                   |
| Sacha Distel       | Aimer à perdre la raison                       |                                                                    | R                                            | album Aimer à perdre la raison 1971                                               |
| Les Djinn's        | Les enfants terribles C'est beau la vie        |                                                                    | R R                                          | album Nuit et Brouillard 1963 (id)                                                |
| Jean-Pierre Dolley | Ma Môme                                        |                                                                    | R                                            | album Deux enfants au soleil 1961                                                 |
| Douce France       | Ma France Les nomades C'est beau la vie        |                                                                    | R R                                          | album Ma France 1969 album La Fête aux copains 1962 album Nuit et Brouillard 1963 |
| Jean-Claude Drouot | Nuit et brouillard                             |                                                                    | R                                            | album Nuit et Brouillard 1963                                                     |
| Rosalie Dubois     | La chanson d'amour Nuit et brouillard          |                                                                    | C.O. R                                       | album Nuit et Brouillard 1963                                                     |
| Jacqueline Dulac   | Les chevaux                                    |                                                                    | R                                            | (pas de version de Jean Ferrat)                                                   |
| Alice Dona         | Mon vieux                                      |                                                                    |                                              | (pas de version de Jean Ferrat)                                                   |
| Dave               | La montagne                                    |                                                                    | R                                            | album La Montagne 1964                                                            |
| Christophe Duplan  | J'ai peur Ma France                            |                                                                    | C.O. R                                       | (pas de version de Jean Ferrat) album Ma France 1969                              |
| Dupont et Pondu    | Alleluia Les belles étrangères                 | super 45 tours (1967) (?)                                          | R R                                          | album Maria 1967 album Potemkine 1965                                             |
| Odile Ezdra        | Les beaux jours Les artistes Le petit jardin   |                                                                    | R C.O.                                       | album La Montagne 1964 (pas de version de Jean Ferrat)                            |
| Jacques Florian    | J'entends, J'entends Que serais-je sans toi    |                                                                    | R R                                          | album Ferrat chante Aragon 1971 album La Montagne 1964                            |
| Pierre Frachet     | Ma môme                                        |                                                                    | R                                            | album Deux enfants au soleil 1961                                                 |
| Nilda Fernandez    | Ma môme                                        |                                                                    | R                                            | album Deux enfants au soleil 1961                                                 |

### G
| Interprète        | Titre | Support - Date | Reprise (= R) ou Création originale (= C.O.) | Par Jean Ferrat support - Date |
| ----------------- | --- | -------------- | -------------------------------------------- | --- |
| Suzanne Gabriello | La campagne |                | C.O.                                         | pas de version de Jean Ferrat |
| Évelyne Geller    | Les yeux fermés |                |                                              | |
| Henri Génès       | La chanson des pipeaux |                |                                              | |
| Gérard-André      | Potemkine Que serais-je sans toi J'entends, j'entends C'est si peu dire que je t'aime Heureux celui qui meurt d'aimer Les poètes |                | R R                                          | album Potemkine (1965) album La Montagne (1964) album Ferrat chante Aragon (1971) album Ferrat chante Aragon (1971) album Ferrat chante Aragon (1971) album Ferrat chante Aragon (1971) |
| Juliette Gréco    | Sur le verbe aimer La fête aux copains Les enfants terribles Maréchal Le pull-over                                               | 1983 45 tours  | C.O. R C.O.                                  | pas de version de Jean Ferrat album La Fête aux copains (1962) album Nuit et Brouillard (1963) pas de version de Jean Ferrat                                                            |
| Georges Guétary   | Deux enfants au soleil |                | R                                            | album Deux enfants au soleil (1961) |
| Daniel Guichard   | Mon vieux (2e version) |                | C.O.                                         | (pas de version de Jean Ferrat) |

### H
| Interprète          | Titre | Support - Date | Reprise (= R) ou Création originale (= C.O.) | Par Jean Ferrat support - Date |
| ------------------- | --- | -------------- | -------------------------------------------- | --- |
| Marguerite Herbault | La montagne |                | R                                            | album La Montagne (1964) |
| Alain Hivert        | Mon chant est un ruisseau J'imagine On ne voit pas le temps passer Ma môme Les petits bistrots Mon vieux La montagne Ouralou Nuit et brouillard Camarade La bourrée des trois célibataires Ma France C'est toujours la première fois Potemkine La complainte de Pablo Nuréda Je vous aime À Brassens Que serais-je sans toi J'aurais seulement voulu C'est beau la vie Le châtaignier La femme est l'avenir de l'homme Deux enfants au soleil Comprendre La matinée La commune Tu aurais pu vivre 17 ans Y aurait-il ? Chanter la paix |                | R R C.O. R C.O.                              | album La femme est l'avenir de l'homme (1975) album Aimer à perdre la raison (1971) album Potemkine (1965) album Deux enfants au soleil (1961) album La Fête aux copains (1962) pas de version de Jean Ferrat album La Montagne (1964) album Ferrat 80 (1980) album Nuit et brouillard (1963) album Camarade (1970) album Ferrat 80 (1980) album Ma France (1969) album Potemkine (1965) album Potemkine (1965) album Ferrat 95 (1994) album Aimer à perdre la raison (1971) album Nuit et Brouillard album La Montagne (1964) album Ferrat 80 (1980) album Nuit et Brouillard (1963) album Je ne suis qu'un cri (1985) album La femme est l'avenir de l'homme (1975) album Deux enfants au soleil (1961 album Aimer à perdre la raison (1971) album Ma France (1969) album Aimer à perdre la raison (1971) album Dans la jungle ou dans le zoo (1991) album Camarade (1970) album Camarade (1970) pas de version de Jean Ferrat |

### I - J - K
| Interprète     | Titre | Support - Date | Reprise (= R) ou Création originale (= C.O.) | Par Jean Ferrat support - Date |
| -------------- | --- | -------------- | -------------------------------------------- | --- |
| Yoshiko Ishii  | Les yeux d'Elsa |                | R                                            | Jean Ferrat enregistre ce titre - qu'il a mis en musique il y a fort longtemps - en 2002 |
| Patrice Jania  | Ma France L'amour est cerise La Montagne Le Châtaignier Les touristes partis Je ne suis qu'un cri Potemkine Nous dormirons ensemble La femme est l'avenir de l'homme On ne voit pas le temps passer Ma Môme |                | R                                            | album Ma France (1969) album Ferrat 80 (1980) album La Montagne (1964) album Je ne suis qu'un cri (1985) album Aimer à perdre la raison (1971) album Je ne suis qu'un cri (1985) album Potemkine (1965) album Ferrat chante Aragon (1971) album La femme est l'avenir de l'homme (1975) album Potemkine (1965) album Deux enfants au soleil (1961) |
| Olivier Jeanès | Paris Gavroche |                | R                                            | album Deux enfants au soleil (1961) |
| Zizi Jeanmaire | La cervelle Il nous faut des chansons Eh ! L'amour Mon bonhomme À nous deux mon ange Nous dormirons ensemble                                                                                                |                | R C.O. R C.O. R                              | super 45 tours Decca 451087 (1961) pas de version de Jean Ferrat super 45 tours Decca 451087 pas de version de Jean Ferrat id album Nuit et brouillard (1963) |
| Christian Juin | Nuit et brouillard |                | R                                            | album Nuit et brouillard (1963) |
| Pauline Julien | J'entends, j'entends |                | R                                            | album Ferrat chante Aragon (1971) |
| Karim Kacel    | J'ai peur |                | C.O.                                         | (pas de version de Jean Ferrat) |

### L
| Interprète         | Titre                                              | Support - Date | Reprise (= R) ou Création originale (= C.O.) | Par Jean Ferrat support - Date                                    |
| ------------------ | -------------------------------------------------- | -------------- | -------------------------------------------- | ----------------------------------------------------------------- |
| Simone Langlois    | La montagne                                        |                | R                                            | album La Montagne (1965)                                          |
| Christiane Lasquin | Deux enfants au soleil Ta môme (version féminisée) |                | R R                                          | album Deux enfants au soleil (1961) id                            |
| Renée Lebas        | Près de la rivière enchantée                       |                |                                              |                                                                   |
| Francis Lemarque   | Ma môme Mon vieux                                  |                | R C.O.                                       | album Deux enfants au soleil (1961) pas de version de Jean Ferrat |
| Gérard Lenorman    | Nous dormirons ensemble La montagne                |                | R R                                          | album Nuit et brouillard (1963) album La Montagne (1964)          |
| Allain Leprest     | J'ai peur On n'était pas riche                     |                | C.O. C.O.                                    | pas de version de Jean Ferrat id                                  |
| Line & Willy       | La jeunesse ne t'oublie pas Les jardins italiens   |                | C.O. C.O.                                    | pas de version de Jean Ferrat id                                  |
| Ludwig von 88      | Potemkine                                          |                | R                                            | album Potemkine (1965)                                            |

### M
| Interprète           | Titre                                                                              | Support - Date | Reprise (= R) ou Création originale (= C.O.) | Par Jean Ferrat support - Date                                                                                        |
| -------------------- | ---------------------------------------------------------------------------------- | -------------- | -------------------------------------------- | --- |
| Mannick              | Que serais-je sans toi Nous dormirons ensemble Aimer à perdre la raison Comprendre |                | R R                                          | album La Montagne (1964) album Nuit et brouillard (1963) album Aimer à perdre la raison (1971) id                     |
| Marc et André        | Deux enfants au soleil                                                             |                | R                                            | album Deux enfants au soleil (1961)                                                                                   |
| Marc le Baladin      | Le malheur d'aimer Heureux celui qui meurt d'aimer Un jour, un jour                |                | R R                                          | album Ferrat chante Aragon (1971) id                                                                                  |
| Jacques Marchais     | Un jour, un jour                                                                   |                | R                                            | album Ferrat chante Aragon (1971)                                                                                     |
| Hélène Martin        | Paris par cœur Les poètes La matinée (en duo avec Jean Arnulf)                     |                | C.O. R                                       | pas de version de Jean Ferrat album Ferrat chante Aragon (1971) album Ma France (1969) (en duo avec Christine Sèvres) |
| Mélodie France       | Aimer à perdre la raison                                                           |                | R                                            | album Aimer à perdre la raison (1971)                                                                                 |
| Junia Montès         | Toi qui reviens de Vienne Les nomades                                              |                | C.O. R                                       | pas de version de Jean Ferrat album La Fête aux copains (1962)                                                        |
| Roger Morris         | Les amants de Vérone La montagne                                                   |                | C.O. R                                       | pas de version de Jean Ferrat album La Montagne (1964)                                                                |
| Les Trois Ménestrels | Les nomades La chanson des pipeaux                                                 |                | R C.O.                                       | album La Fête aux copains (1962) pas de version de Jean Ferrat                                                        |
| Maria Marcia         | L'homme à l'oreille coupée                                                         |                | R                                            | album La Fête aux copains (1962)                                                                                      |
| Paul Mauriat         | Potemkine                                                                          |                | R                                            | album Potemkine (1965)                                                                                                |
| Armand Migiani       | Deux enfants au soleil                                                             |                | R                                            | album Deux enfants au soleil (1961)                                                                                   |
| Enrico Macias        | Nuit et brouillard                                                                 |                | R                                            | album Nuit et brouillard (1964)                                                                                       |

### N - O - P -(Q)- R
| Interprète                                 | Titre | Support - Date | Reprise (= R) ou Création originale (= C.O.) | Par Jean Ferrat support - Date                                                                                                  |
| ------------------------------------------ | --- | -------------- | -------------------------------------------- | --- |
| Nicolas                                    | Nuit et brouillard |                | R                                            | album Nuit et brouillard (1963)                                                                                                 |
| Les Octaves                                | Maria Que serais-je sans toi                                                                                             |                | R                                            | album Maria (1966) album La Montagne (1964)                                                                                     |
| Danielle Oddera                            | Que serais-je sans toi                                                                                                   |                | R                                            | album La Montagne (1964) |
| Marc Ogeret                                | J'entends, j'entends Que serais-je sans toi Nous dormirons ensemble Un jour, un jour Robert le diable Nuit et brouillard |                | R R                                          | album Ferrat chante Aragon (1971) album La Montagne (1964) album Ferrat chante Aragon (1971) id album Nuit et brouillard (1963) |
| Jean-Claude Pascal                         | Frédo la nature Ma môme L'éloge du célibat Ton bonhomme                                                                  |                | R R C.O.                                     | Super 45 tours Vogue EP 7490 (1958) album Deux enfants au soleil (1961) id pas de version de Jean Ferrat                        |
| Denis Pépin                                | Ma môme |                | R                                            | album Deux enfants au soleil (1961)                                                                                             |
| Bernard Pisani                             | Il nous faut des chansons                                                                                                |                | C.O.                                         | pas de version de Jean Ferrat                                                                                                   |
| Georgette Plana                            | Que serais-je sans toi                                                                                                   |                | R                                            | album La Montagne (1964) |
| Guesch Patti                               | Potemkine |                | R                                            | album Potemkine (1965) |
| André Prieto                               | Nul ne guerit de son enfance                                                                                             |                | R                                            | Album Dans la jungle ou dans le zoo (1991)                                                                                      |
|                                            | Ma France |                | R                                            | album Ma France 1969 |
|                                            | Les yeux d'Elsa |                | R                                            | Album FERRAT-ARAGON 2003 |
|                                            | Potemkine |                | R                                            | Album Potemkine (1965) |
|                                            | Que serai-je sans toi |                | R                                            | Album La montagne (1964) |
|                                            | Chante l'amour |                | R                                            | \| Album Dans la jungle ou dans le zoo (1991) \|                                                                                |
|                                            | La matinée |                | R                                            | Album Ma France (1969) |
|                                            | Nuit et brouillard |                | R                                            | Album Nuit et brouillard (1963)                                                                                                 |
|                                            | La montagne |                | R                                            | Album la Montagne (1964) |
|                                            | Maria |                | R                                            | Album Maria (1966) |
|                                            | Aimer à perdre la raison                                                                                                 |                | R                                            | Album la Commune (1971) |
|                                            | La commune |                | R                                            | Album la Commune (1971) |
|                                            | La complainte de Pablo Neruda                                                                                            |                | R                                            | Album FERRAT ARAGON (1994) |
|                                            | A Brassens |                | R                                            | Album Nuit et Brouillard (1963)                                                                                                 |
|                                            | J'ai froid |                | R                                            | Album FERRAT 80 |
|                                            | Tu aurais pu vivre |                | R                                            | ALbum Dans la jungle ou dans le zoo (1991)                                                                                      |
|                                            | C'est beau la vie |                | R                                            | Album Nuit et brouillard (1963)                                                                                                 |
|                                            | Le chataignier |                | R                                            | Album Je ne suis qu'un cri (1985)                                                                                               |
|                                            | On ne voit pas le temps passer                                                                                           |                | R                                            | Album Potemkine (1965) |
|                                            | Camarade |                | R                                            | Album Camarade (1970) |
|                                            | J'entends, j'entends |                | R                                            | Album Deux enfants au soleil 1961)                                                                                              |
|                                            | Les cerisiers |                | R                                            | Album Je ne suis qu'un cri (1985)                                                                                               |
|                                            | A Santiago |                | R                                            | Album A Santiago (1967) |
|                                            | La femme est l'avenir de l'homme                                                                                         |                | R                                            | Album La femme est l'avenir de l'homme (1975)                                                                                   |
|                                            | Je meurs |                | R                                            | Album la femme est l'avenir de l'homme (1975)                                                                                   |
|                                            | Mon chant est un ruisseau                                                                                                |                | R                                            | Album La femme est l'avenir de l'homme (1975)                                                                                   |
|                                            | Ma mome |                | R                                            | Album Deux enfants au soleil (1961)                                                                                             |
|                                            | Dans le silence de la ville                                                                                              |                | R                                            | Album la femme est l'avenir de l'homme (1975)                                                                                   |
|                                            | Deux enfants au soleil                                                                                                   |                | R                                            | Album Deux enfants au soleil (1961)                                                                                             |
|                                            | L'amour est cerise |                | R                                            | Album FERRAT 80 |
| Danielle Rey                               | Laura, Laura Frédérico Garcia Lorca Paris Gavroche                                                                       |                | C.O. R                                       | pas de version de Jean Ferrat album Deux enfants au soleil (1961) id                                                            |
| Catherine Ribeiro                          | Aimer à perdre la raison Que serais-je sans toi                                                                          |                | R R                                          | album Aimer à perdre la raison (1971) La Montagne (1964)                                                                        |
| Robert Ripa                                | Napoléon IV |                | R                                            | album Deux enfants au soleil (1961)                                                                                             |
| José Rivera                                | Deux enfants au soleil                                                                                                   |                | R                                            | album Deux enfants au soleil (1961)                                                                                             |
| Monique Rossé                              | J'entends, j'entends On ne voit pas le temps passer Ma môme                                                              |                | R R R                                        | album Ferrat chante Aragon (1971) album Potemkine (1965) album Deux enfants au soleil (1961)                                    |
| Album Dans la jungle ou dans le zoo (1991) | |                |                                              | |

### Andre S
| Interprète        | Titre                                       | Support - Date | Reprise (= R) ou Création originale (= C.O.) | Par Jean Ferrat support - Date                                 |
| ----------------- | ------------------------------------------- | -------------- | -------------------------------------------- | -------------------------------------------------------------- |
| Sabrina           | De Nogent jusqu'à la mer                    |                | R                                            | 33 tours Barclay 80337 (1966)                                  |
| Martine Sarri     | Nuit et brouillard                          |                | R                                            | album Nuit et brouillard (1963)                                |
| Catherine Sauvage | J'entends, j'entends                        |                | R                                            | album Ferrat chante Aragon (1971)                              |
| Pascal Sevran     | Eh ! L'amour                                |                | R                                            | Super 45 tours Decca EP 451087 (1961)                          |
| Chantal Simon     | J'entends, j'entends Deux enfants au soleil |                | R                                            | album Ferrat chante Aragon (1971) 1967                         |
| Linda de Suza     | On n'était pas riche                        |                | C.O.                                         | pas de version de Jean Ferrat                                  |
| Jean-Louis Stain  | Mon vieux Les petits bistrots               |                | C.O. R                                       | pas de version de Jean Ferrat album La Fête aux copains (1962) |
| Jany Sylvaire     | Nuit et brouillard                          |                | R                                            | album Nuit et brouillard (1963)                                |
| Les Solistes      | Deux enfants au soleil                      |                | R                                            | album Deux enfants au soleil (1961)                            |

#### Christine Sèvres
| Titre                                | Support - Date | Reprise (= R) ou Création originale (= C.O.) | Par Jean Ferrat support - Date    |
| ------------------------------------ | -------------- | -------------------------------------------- | --------------------------------- |
| La marche prénuptiale                |                | C.O.                                         | pas de version de Jean Ferrat     |
| Les nomades                          |                | R                                            | album La Fête aux copains (1962)  |
| La fête aux copains                  |                | R                                            | album La Fête aux copains (1962)  |
| Quatre cents enfants noirs           |                | R                                            | album Nuit et Brouillard (1963)   |
| Salut                                |                | C.O.                                         | pas de version de Jean Ferrat     |
| Che                                  |                | C.O.                                         | pas de version de Jean Ferrat     |
| Robert le diable                     |                | R                                            | album Ferrat chante Aragon (1971) |
| Tu es venu                           |                | C.O.                                         | pas de version de Jean Ferrat     |
| Cuba si                              |                | R                                            | album À Santiago (1967)           |
| La matinée (en duo avec Jean Ferrat) |                | C.O.                                         | album Ma France (1969)            |
| La délaissée (ne t'en va pas)        |                | C.O.                                         | pas de version de Jean Ferrat     |

#### Francesca Solleville
| Titre                               | Support - Date                                                 | Reprise (= R) ou Création originale (= C.O.) | Par Jean Ferrat support - Date                |
| ----------------------------------- | -------------------------------------------------------------- | -------------------------------------------- | --------------------------------------------- |
| J'entends, j'entends                |                                                                | R                                            | album Ferrat chante Aragon (1971)             |
| Nuit et brouillard                  |                                                                | R                                            | album Nuit et brouillard (1963)               |
| Que serais-je sans toi              |                                                                | R                                            | album La Montagne (1964)                      |
| Pauvre Boris                        |                                                                | R                                            | album Maria (1966)                            |
| Liberté                             |                                                                |                                              |                                               |
| Un jour, un jour                    |                                                                | R                                            | album Ferrat chante Aragon (1971)             |
| Le plus beau de moi                 |                                                                | C.O.                                         | pas de version de Jean Ferrat                 |
| Le nouveau monde                    | album Francesca Solleville chante la violence et l'espoir 1974 | C.O.                                         | pas de version de Jean Ferrat                 |
| Adultère                            |                                                                |                                              |                                               |
| Un cheval fou dans un grand magasin |                                                                | C.O.                                         | album Les Instants volés (1979)               |
| Les instants volés                  |                                                                | C.O.                                         | id                                            |
| Un air de liberté                   |                                                                | R                                            | album La femme est l'avenir de l'homme (1975) |
| Une écolière au tableau noir        |                                                                | C.O.                                         | pas de version de Jean Ferrat                 |
| Je ne suis qu'un cri                |                                                                | R                                            | album Je ne suis qu'un cri (1985)             |
| Paris Chopin                        |                                                                | C.O.                                         | pas de version de Jean Ferrat                 |
| Appelle-moi Luciole                 | Al dente                                                       | C.O.                                         |                                               |
| Donnez-moi la phrase                | Donnez-moi la phrase                                           | C.O.                                         |                                               |
| Potemkin                            | collectif Reader's Digest                                      | R                                            |                                               |
| Berceuse                            | La promesse à Nonna                                            | R                                            |                                               |
| Mes amours                          | Télévision chez Pascal Sevran                                  | R                                            |                                               |

### T -(U)- V
| Interprète         | Titre                                                   | Support - Date | Reprise (= R) ou Création originale (= C.O.) | Par Jean Ferrat support - Date                                                                  |
| ------------------ | ------------------------------------------------------- | -------------- | -------------------------------------------- | ----------------------------------------------------------------------------------------------- |
| Fabienne Thibeault | Deux enfants au soleil                                  |                | R                                            | album Deux enfants au soleil (1961)                                                             |
| Michel Valette     | J'aurais seulement voulu                                |                | R                                            | album Ferrat 80 (1980)                                                                          |
| Cora Vaucaire      | Tu es venu J'entends, j'entends Nous dormirons ensemble |                | C.O. R                                       | pas de version de Jean Ferrat album Ferrat chante Aragon (1971) album Nuit et Brouillard (1963) |
| Georgie Viennet    | Betty de Manchester                                     |                | C.O.                                         | pas de version de Jean Ferrat                                                                   |
| Claude Vinci       | Nuit et brouillard La crème au chocolat                 |                | R C.O.                                       | album Nuit et Brouillard (1963) pas de version de Jean Ferrat                                   |